# Riot (XXXTentacion)
Riot è un singolo del rapper statunitense XXXTentacion pubblicato il 1º giugno 2020.

## Descrizione
Il brano era stato originariamente pubblicato su SoundCloud nel maggio 2015, dopo le proteste per la morte di Michael Brown. La canzone è stata distribuita dai servizi di streaming in seguito alla morte di George Floyd e alle proteste che ne sono seguite.

## Tracce
1. Riot – 2:05